# Station Wieluń Wąskotorowy
Station Wieluń Wąskotorowy is een spoorwegstation in de Poolse plaats Wieluń.